# Discouraged Ones
Discouraged Ones – trzeci studyjny album szwedzkiej grupy metalowej Katatonia. W przeciwieństwie do poprzednich projektów zespołu, w których dominowały przesterowane dźwięki gitar i skrzekliwy wokal, w Discouraged Ones i wszystkich późniejszych albumach grupy, słyszalny jest czysty śpiew, głównie w wykonaniu Jonasa Renkse. Na płycie gościnnie pojawił się Mikael Åkerfeldt z zespołu Opeth.

## Lista utworów
1. "I Break" – 4:22
2. "Stalemate" – 4:20
3. "Deadhouse" – 4:36
4. "Relention" – 3:37
5. "Cold Ways" – 5:21
6. "Gone" – 2:48
7. "Last Resort" – 4:36
8. "Nerve" – 4:31
9. "Saw You Drown" – 5:03
10. "Instrumental" – 2:51
11. "Distrust" – 4:56

Cała muzyka oraz słowa są autorstwem Jonasa Renkse i Andersa Nyströma

### Utwory z reedycji albumu
1. "Quiet World"
2. "Scarlet Heavens"

Te utwory znalazły się na reedycji albumu wydanej w 2007 r. Obydwa pochodzą z wydanego w 1998 r. przez grupę minialbumu Saw You Drown.

## Twórcy
- Jonas Renkse – wokal, perkusja, gitara
- Anders Nyström – gitara, Keyboard & wokal
- Fredrik Norrman – gitara
- Mikael Oretoft – gitara basowa

Dodatkowi muzycy:
- Mikael Åkerfeldt – wokal